# 색소
색소(色素)는 어떤 물체의 색깔이 나타나도록 해 주는 성분을 말한다. 색소는 재료나 표면의 색상을 변경하기 위해 추가되거나 적용되는 물질이다. 색소는 인쇄, 회화, 식품 및 플라스틱과 같은 다양한 유형의 재료 착색을 포함한 다양한 목적으로 사용될 수 있다. 색소는 스펙트럼의 다양한 파장(진동수)에서 다양한 양의 빛을 흡수하고 나머지 빛을 직선 또는 산란 방식으로 투과(반투명인 경우) 또는 반사하는 방식으로 작동한다.
대부분의 색소는 염료 또는 안료로 분류되거나 이들의 조합을 포함할 수 있다. 일반적인 염료는 용액으로 제형화되는 반면, 안료는 부유 고체 입자로 구성되며 일반적으로 차량(예: 아마인유)에 부유된다. 색소가 물질에 부여하는 색상은 예를 들어 도료 및 잉크에 첨가되는 결합제 및 충전제와 같이 혼합되는 다른 성분에 의해 매개된다. 또한 일부 색소는 다른 물질과의 반응을 통해 색상을 부여한다.
색소 또는 그 구성 화합물은 화학적으로 무기물(흔히 광물원에서 유래)과 유기물(종종 생물원에서 유래)로 분류될 수 있다.
- 안료(공업용 색소)
- 식품착색제(식용 색소)
- 색소체(식물 색소)
- 색소포(동물 색소)